# Hulk (film)
Hulk is een Amerikaanse actie- en sciencefictionfilm uit 2003, geregisseerd door Ang Lee, gebaseerd op het gelijknamige personage van Marvel Comics. Het verhaal werd geschreven door James Schamus en ook door hem bewerkt tot een scenario, samen met John Turman en Michael France. Hoofdrollen worden gespeeld door Eric Bana, Jennifer Connelly, Sam Elliott, Josh Lucas, en Nick Nolte.
In totaal werd er twaalf jaar gewerkt aan deze film (waarvan pas de laatste drie jaar echt actief). De computeranimatie was zo gecompliceerd dat er honderden mensen aan moesten werken. Het productiebedrag liep op tot bijna 140 miljoen dollar. De film werd vrij negatief ontvangen.

## Verhaal
De film begint met een terugblik. Brian Banner, de vader van Bruce Banner, heeft een genetische wijziging aan zichzelf uitgevoerd waardoor cellen in het lichaam automatisch vervangen worden, zodat wonden dus meteen genezen; zogenaamde Nanomeds. Dan krijgen Brian en zijn vrouw samen een kind, Bruce. Hij heeft dezelfde eigenschap als Brian. Er zit echter een grote keerzijde aan de genetische wijziging. Bij woede zal de persoon veranderen in een ijzersterk monster. Brian Banner wil daarom zijn zoon Bruce vermoorden om de wereld te beschermen. Men weet hem echter tegen te houden. Wanneer het leger besluit om het onderzoek stop te zetten omdat het te gevaarlijk is, veroorzaakt Brian uit frustratie een explosie in een gammareactor, waarbij zijn vrouw omkomt. Hij wordt zelf opgesloten.
Het lijkt allemaal wel mee te vallen, want Bruce is nog nooit veranderd in een monster. Na 20 jaar werkt Bruce bij de Universiteit van Californië in Berkeley. Hij is daar bezig met experimenten met gammastralen om dezelfde status te bereiken als zijn vader had. Dan vindt er een ongeluk plaats en komt de genetische afwijking die hij van zijn vader erfde naar boven. De wonden van Bruce genezen automatisch, maar in tegenstelling tot zijn vader wordt hij een monster, de Hulk, wanneer hij kwaad is. Generaal Thunderbolt Ross, de vader van medewerkster Betty, op wie Bruce een oogje heeft, en die jaren terug al betrokken was bij het stopzetten van Brian Banners projecten, besluit Bruce op te sluiten. Ondertussen wil majoor Talbot, een corrupte militair, een stuk van zijn lichaam hebben voor zijn eigen experimenten op de Nanomeds. De Hulk weet echter te ontsnappen, maar dan zit het hele leger weer achter hem aan.
Ondertussen is ook Brian Banner op zoek naar Bruce. Wetende dat Betty bij de Hulk is, stuurt Brian drie gemuteerde honden achter Betty aan. De Hulk bevecht de beesten en verslaat ze. Nadien wordt hij echter door Ross gevangen en verdoofd. Brian bemachtigt een hoeveelheid Nanomeds en geeft zichzelf hiermee de gave om de eigenschappen van alles wat hij aanraakt te absorberen.
Talbot probeert Bruce weer in de Hulk te laten veranderen door herinneringen aan zijn jeugd naar boven te halen. Dit werkt, maar de Hulk vermoordt Talbot vervolgens. Het is enkel dankzij Betty dat Bruce weer zichzelf wordt. Brian besluit ondertussen zichzelf aan te geven op voorwaarde dat hij nog eenmaal Bruce mag zien. In werkelijkheid is dit een truc om Bruce’ krachten te bemachtigen. Wanneer Bruce weigert mee te werken, absorbeert Brian een grote lading elektriciteit en wordt een elektrisch monster. Bruce verandert weer in de Hulk en verslaat Brian. Ross laat een gammabom op de twee gooien. Na de explosie wordt niks meer teruggevonden van Bruce en Brian.
Een jaar later blijkt Bruce echter toch nog te leven, en nu in een dorpje in Brazilië te wonen.

## Rolverdeling
| Acteur            | Personage                     |
| ----------------- | ----------------------------- |
| Eric Bana         | Hulk/Bruce Banner             |
| Jennifer Connelly | Betty Ross                    |
| Sam Elliott       | Generaal Ross (Betty's vader) |
| Josh Lucas        | Talbot                        |
| Nick Nolte        | Brian Banner                  |
| Kevin Rankin      | Harper                        |
| Cara Buono        | Edith Banner                  |

## Achtergronden

### Ontwikkeling
Producers Avi Arad en Gale Anne Hurd begonnen in 1990 al te werken aan plannen voor een Hulk-film. In december 1992 benaderde Marvel Studios Universal Pictures voor de distributie. Michael France werd ingehuurd om het script te schrijven. Universal wilde een film over de Hulk die terroristen zou bevechten, maar France kon zich hier niet in vinden.
In 1995 werd John Turman bij het project betrokken, met toestemming van Stan Lee. Hij schreef tien versies van het script, waarin de nadruk sterk lag op de strijd tussen de Hulk en het leger. Hoewel dit script het niet haalde tot de uiteindelijke productie, namen latere scriptschrijvers wel veel elementen ervan over. In 1996 tekende Jonathan Hensleigh voor het project als scriptschrijver. Industrial Light & Magic werd benaderd voor de special effects. Samen met J.J. Abrams, Scott Alexander en Larry Karaszewski schreef Hensleigh een script waarin de Hulk uiteindelijk zou moeten vechten tegen een ander monster dat nog het meest leek op een combinatie van een mens, kever en mier. De opnames moesten in december 1997 van start gaan in Arizona. In oktober 1997 ging de film in voorproductie. In maart 1998 werd het project echter toch weer in de ijskast gezet daar Universal bang was dat het budget zwaar overschreden zou worden.
Met moeite overtuigde France Universal om het hem nog eens te laten proberen. Hij liet zich inspireren door Hulk-strips uit de jaren 80, waarin Bruce Banners vader zijn debuut maakte. France maakte Banners vader tot de primaire antagonist van de film. Verder verwerkte France de tragische liefde tussen Betty Ross en Bruce in het script.
Michael Tolkin en David Hayter legden de laatste hand aan het script. Ook regisseur Ang Lee oefende nog invloed op het uiteindelijke script uit. Zo kwam hij met de suggestie om David Banner krachten te geven gelijk aan die van het Marvel-personage Absorbing Man, om hem zo meer tot een uitdaging te maken voor de Hulk. Het elektrische monster waar David Banner uiteindelijk in veranderd is gebaseerd op het personage Zzzax. Lee noemde zelf King Kong, Frankenstein, Jekyll and Hyde, Belle en het Beest, Faust en de Griekse mythologie als inspiratiebronnen. Schamus zei dat hij de juiste verhaallijn die Brian Banner introduceerde had gevonden, waardoor Lee een drama kon creëren dat opnieuw vader-zoonthema's verkende.

### Productie
Het kostte drie jaar om de film te maken. Regisseur Ang Lee weigerde het aanbod om Terminator 3 te gaan regisseren, zodat hij de regie van deze film op zich kon nemen. Lou Ferrigno (die de Hulk speelde in de televisieserie The Incredible Hulk) en Stan Lee (een van de striptekenaars die bij Marvel Comics verantwoordelijk was voor de strip) hebben een cameo als bewaker en bezoeker in de film. De rol van Bruce Banner werd ook aangeboden aan Tom Cruise.
De opnames gingen op 18 maart 2002 van start in Arizona. Er werd ook gefilmd in de San Francisco Bay Area, de militaire basis Treasure Island, Advanced Light Source, Lawrence Berkeley labs, en de woestijnen van Californië en Utah. Studio-opnames vonden plaats in de Universal Pictures Backlot in Los Angeles. In totaal werden 3000 medewerkers ingehuurd. Dennis Muren, de special-effects-supervisor, was elke dag op de set aanwezig.
Bijna 200 medewerkers van het special-effects-bedrijf ILM hebben gewerkt aan de computeranimatie van de Hulk. Het kostte 2,5 miljoen computeruren om die animatie te realiseren. De computergeanimeerde Hulk wordt aangestuurd door 1165 virtuele spieren. De software om de Hulk te tekenen was dezelfde als die gebruikt werd in de film Harry Potter en de Geheime Kamer om Dobby te maken. Andere gebruikte software was PowerAnimator, Softimage XSI, en RenderMan Interface Specification.
De scène waarin de Hulk vecht met een groep gemuteerde honden was zo ontzettend duur en gecompliceerd om te maken, dat hij met een derde werd ingekort in vergelijking met het storyboard.

### Uitgave en ontvangst
Hulk was een van de duurste films ooit gemaakt, met bijna 140 miljoen dollar als budget. De film laat daarmee Harry Potter en de Steen der Wijzen en Pearl Harbor achter zich. Universal had in grote financiële moeilijkheden kunnen komen als de film zou floppen, vanwege de enorme kosten van de film. De film was financieel echter een succes. Op de premièredag bracht de film al 25 miljoen dollar op. De totale, wereldwijde opbrengst bedroeg ruim 245 miljoen dollar.
Reacties op de film waren wisselend tot negatief. Als groot bezwaar werd gezien dat de getransformeerde Hulk in de eerste 42 minuten geen enkele keer te zien is. Ook op de Hulk zelf werd kritiek geuit. Volgens veel mensen is de Hulk uit de film veel te groot en gespierd, en lijkt hij veel te onrealistisch en op Shrek. Een ander groot verschil met deze Hulk en de strips is dat hij in deze film niet kan (of wil) praten.
De animatie werd vaak slecht gevonden. Anderen beweren weer dat de animatie nooit veel beter had gekund dan in deze film. In de film springt de Hulk tot enorme hoogten, in tegenstelling tot in de televisieserie. Veel fans van de televisieserie vonden dit slordig, maar in de stripboeken springt de Hulk ook erg hoog.
De film werd vaak ook veel te lang gevonden, en er zou veel te weinig humor in zitten. De meningen over de stripboek-achtige montage waar Ang Lee voor had gekozen liepen uiteen.

### Reboot
De film kreeg vanwege de negatieve reacties geen vervolg. In plaats daarvan werd in 2008 een nieuwe start gemaakt toen The Incredible Hulk in de bioscopen verscheen, met Edward Norton als Bruce Banner. Deze film maakt deel uit van het Marvel Cinematic Universe, en de Hulk uit die film komt dan ook voor in de film The Avengers.

## Prijzen en nominaties
- Hulk won in 2002 een California on Location Award voor Location Professional of the Year – Features (Laura Sode-Matteson).
- In 2004 won Danny Elfman voor zijn bijdrage aan de film een BMI Film Music Award.
- De film werd genomineerd voor vier Saturn Awards, een Cinescape Genre Face of the Future Award en drie VES Awards.